# George Bellas Greenough
Pour les articles homonymes, voir Greenough.
George Bellas Greenough est un géologue anglais, né le 18 janvier 1778 à Londres et mort le 2 avril 1855 à Naples. Juriste de formation, c'était un bon orateur et ses discours annuels en tant que président et fondateur de la  Geological Society of London ont tracé le programme de la géologie naissante. Il déchaîna d'ailleurs la controverse en égratignant dans son discours inaugural de 1834 l'article de Maria Graham sur les tremblements de terre. Greenough était partisan d'asseoir la géologie sur des bases empiriques ; son scepticisme envers les théories, entre autres sur l'utilité des fossiles pour dater les formations géologiques, suscita l'incompréhension parmi ses contemporains. Il a produit des cartes géologiques de l'Angleterre et du pays de Galles, publiées en 1820. Deux ans avant sa mort, il traça de même la première carte géologique des Indes.

## Études
Au terme de ses études secondaires en 1795, il partit étudier le droit à Pembroke Hall (Cambridge), sans toutefois passer les examens,.
Au mois de septembre 1798, il poursuivit ses études juridiques à l'Université de Göttingen, croyant que les cours seraient donnés en latin, mais il constata qu'il lui fallait apprendre l'allemand. Alors pour améliorer ses connaissances de cette langue, Greenough suivit les cours d'histoire naturelle de Johann Friedrich Blumenbach : c'est là qu'il se découvrit une passion pour la minéralogie et la géologie. Il avait là pour condisciple le poète Samuel Coleridge. Quelques années plus tard, Greenough lui obtiendrait un poste au consulat de Malte.
Au cours de l'année 1799, Greenough fit deux excursions à travers le Hartz : à Pâques avec Clement Carlyon, Charles et Frédéric Parry ; l'autre à la fin de l'été avec Carlyon et Coleridge.
En 1801, Greenough rentrait en Angleterre : son intérêt pour la géologie s'accrut encore lorsqu'il reprit ses excursions à travers le pays avec Carlyon et qu'il rencontra Humphry Davy à Penzance. Il se mit à suivre les conférences de Davy à la Royal Institution de Londres. L'année suivante, il voyageait en France et en Italie. « Je notais tout ce que je trouvais de géologie en chemin. » Il fit une excursion à travers l'Écosse en compagnie de James Skene (1805), et de l'Irlande avec Davy en 1806. Au cours de ce dernier voyage, il s'étonna des conditions sociales, et ce fut là le point de départ de son intérêt pour la politique.

## Politique
Greenough fut élu député du faubourg de Gatton en 1807. Simultanément, il servait dans la milice au Light Horse Volunteers de Londres et Westminster, institution essentiellement bourgeoise équivalent à la Garde Nationale française de l'époque. Greenough s'y était engagé comme soldat en 1803, et en 1808 fut élu officier avec le grade de lieutenant. Il démissionna pourtant de ce corps, et par lettre ouverte, à l'issue du Massacre de Peterloo (Manchester, 1819), une répression ouvrière qu'il considérait comme un abus de pouvoir.

## Géologie
En 1807, Greenough est élu fellow de la Royal Society. Simultanément, une nouvelle société de minéralogistes se forme. Davy y fait allusion dans une lettre à William Pepys (13 novembre 1807) : « We are forming a little talking Geological Club. » Ce club devient très vite une société savante, dont Greenough est l'un des membres fondateurs, qui se consacre à la géologie : la Geological Society of London. Il en est le premier président en 1811, et reprendra cette fonction encore à deux reprises par la suite.
En 1819, il réfute quelques théories dans A Critical Examination of the First Principles of Geology. L'année suivante, la Geological Society publie sa célèbre « Carte géologique de l'Angleterre et du Pays de Galles », en six planches. Une seconde édition paraîtra en 1840, puis une troisième en 1865.

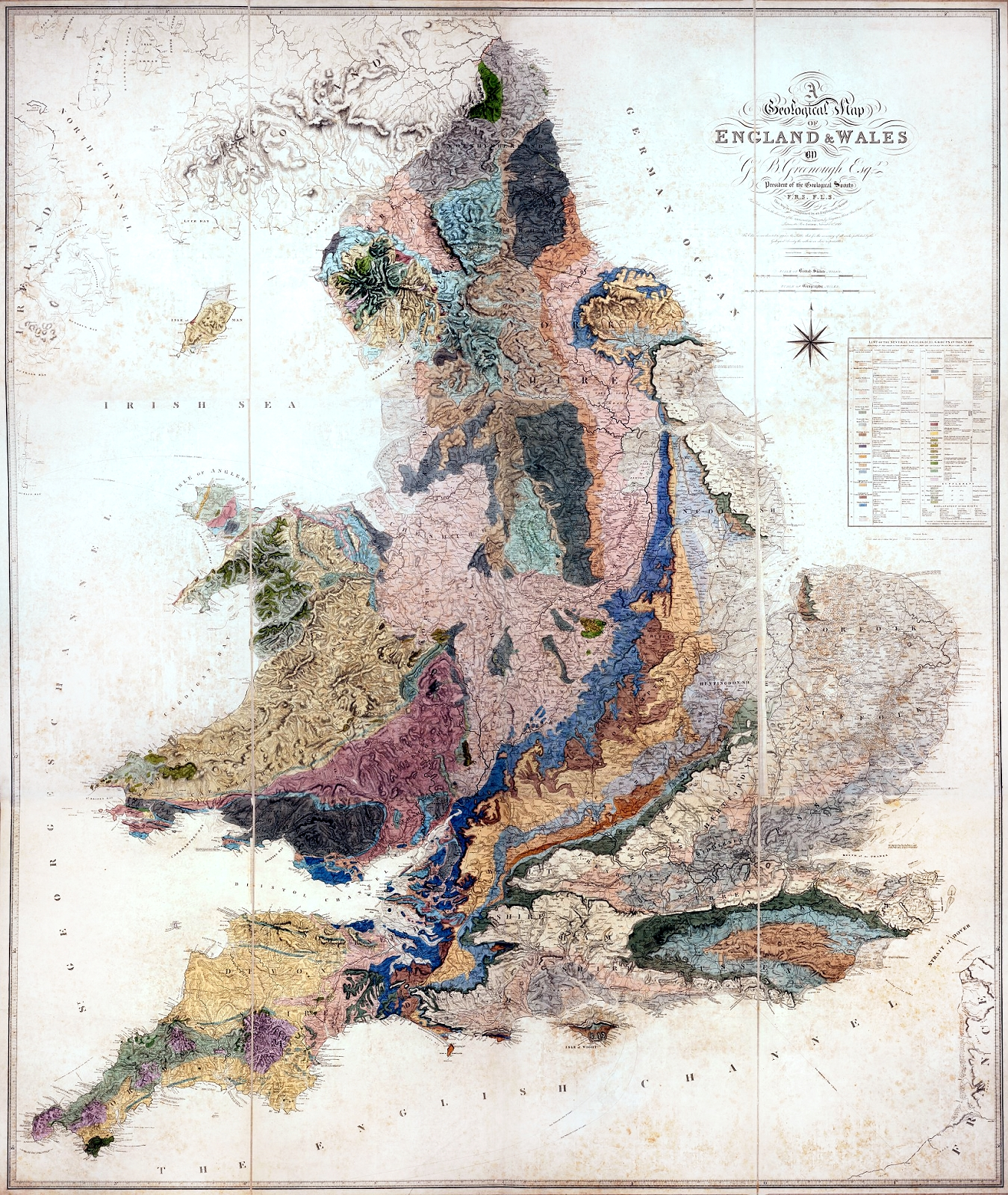
« Carte géologique de l'Angleterre et du Pays de Galles » de G.B Greenough, publiée par la Geological Society (1820)

Cette carte, coordonnée par une commission présidée par Greenough, était l'aboutissement d'un vaste travail collectif de la Geological Society naissante. Ses membres avaient fait parvenir les données recueillies dans leurs provinces ; Greenough les avait patiemment rassemblées comme un puzzle. Dans la tradition baconienne, Greenough raisonnait par induction ; il se défiait donc des théories toutes faites et rassemblait toutes les informations disponibles dans l'espoir de comprendre la répartition des roches. Les principaux contributeurs de la carte étaient William Buckland, le Reverend W. D. Conybeare, Henry Warburton, Thomas Webster, Henry Thomas De la Beche, John Farey, le Rev. J. Hailstone, David Mushet, Thomas Biddle et Arthur Aikin.

Tableau général des caractéristiques Physiques et Géologiques des Indes Britanniques (1855)

En 1843, Greenough s'attela à la confection d'une carte géologique de l'Inde. En 1852 il dressa pour l'Asiatic Society une série de planches, surtout hydrographiques, pour l'Hindoustan, qui délimitaient les bassins hydrographiques de la péninsule indienne, et en 1854 une carte géologique à grande échelle de l’Inde britannique, publiée sous le titre General Sketch of the Physical and Geological Features of British India. Il ne s'était jamais rendu en Inde et, comme il l'avait fait pour l'Angleterre et le Pays de Galles, il constitua la carte de l'Inde comme un puzzle réunissant les indications et écrits des fonctionnaires coloniaux et agents de l'East India Company. Il était secondé dans cette tâche par le colonel William Henry Sykes de l'East India Company, laquelle passa commande de soixante exemplaires de la carte, ; mais le « collage » de Greenough reposait sur des hypothèses, qui tombent en défaut en 53 points de la carte : ces erreurs, tant topographiques qu'archéologiques, ont été relevées en 1856 par une commission présidée par Thomas Oldham, Directeur du Geological Survey of India ; néanmoins, cette carte était la première de ce genre pour l'Inde.